# Nomisia orientalis
Nomisia orientalis är en spindelart som beskrevs av Raymond Comte de Dalmas 1921. Nomisia orientalis ingår i släktet Nomisia och familjen plattbuksspindlar.
Artens utbredningsområde är Turkiet. Inga underarter finns listade i Catalogue of Life.